# Achille Chaper
Pour les articles homonymes, voir Chaper.
Pierre Achille Marie Chaper est un ingénieur et homme politique français né à Paris le 5 mai 1795 et mort à Grenoble le 27 juillet 1874.

## Biographie
Pierre-Achille-Marie Chaper est le fils de Barthélemy Chaper (1766-1825), administrateur des subsistances militaires, et d'Antoinette Fin (1767-1849).
Jeune lauréat du Concours général, sa carrière d'ingénieur fut marquée par les perfectionnement des « forges catalanes » et des hauts-fourneaux. En politique, Chaper occupa de nombreuses charges dans l'administration publique, en particulier des préfectures (Tarn-et-Garonne, Gard, Côte-d'Or, Loire-Inférieure, Rhône) avant d'être élu député (orléaniste) de la Côte-d'Or en 1849.

### Formation
Son père ayant été nommé directeur des vivres militaires à Grenoble pendant les campagnes napoléoniennes décide néanmoins de laisser son fils en pension à Paris. Il suit les cours du lycée impérial Bonaparte où ses professeurs distinguent chez lui d'exceptionnelles aptitudes intellectuelles. En 1809, il est quatre fois lauréat du Concours général (version grecque, version latine, thème latin, versification). Au lycée Bonaparte, il majore sa classe. Le jeune Achille a pour camarades Jean-Jacques Baude, futur préfet et conseiller d'État, Casimir Delavigne et Eugène Scribe, futurs Immortels.
Il effectue ensuite une année de rhétorique, puis une autre en classe de mathématiques où ses résultats lui permettent d'intégrer l'École polytechnique. Ses professeurs sont Ampère en mécanique, Gay-Lussac en chimie, Arago en astronomie, Monge en géodésie, Jean Henri Hassenfratz en physique.
Le 30 mars 1814, alors âgé de 18 ans, il se trouve encerclé par l'armée russe avec plusieurs polytechniciens menés par le général Sokolnicki lors du siège de la ville par les coalisés. Postés à une batterie de canons, ces défenseurs de Paris ne doivent leur salut qu'à l'intervention in extremis de la Garde Nationale venue les seconder.
Il quitte l'armée avec le grade de sous-lieutenant dans l'artillerie pour se consacrer à la construction de fours à chaux. Il effectue des stages de perfectionnement technique chez des maîtres de forge et suit les cours de l'École des Mines à Paris.
Au cours de l'été 1822, il fera la connaissance de Victor Jacquemont qu'il rencontre lors d'une excursion que ce dernier effectue dans les Alpes aux côtés du comte Jaubert. Celui-ci étant tombé gravement malade dans la vallée d'Allevard, l'intervention de Chaper permet de lui sauver la vie. Au cours de la convalescence de Jaubert, il se lie d'amitié avec Jacquemont et lui apprend l'alpinisme. Jacquemont lui écrira par la suite plus de cent lettres, dont les dernières au cours de son expédition dans l'Himalya,.

### Carrière d'ingénieur
Il quitte les Mines pour acheter les forges de Pinsot, dans le Haut-Bréda, fortement déficitaires. Mais Chaper améliore les rendements en acier, le nombre d'ouvriers s'accroit et l'ingénieur envisage de transformer la vieille forge à la catalane en un haut fourneau. Il rédige de nombreux mémoires qu'il envoie à Paris sur les opérations qu'il souhaite entreprendre en plus de ceux que lui commande l'École Polytechnique. Le préfet de l'Isère lui demande un rapport en vue de construire un pont sur le Drac.
Il travaille comme ouvrier chez un forgeron parisien afin d'apprendre le travail de l'acier puis visite plusieurs usines en Alsace. En 1824, son haut fourneau de Pinsot, sur la rive droite du Bréda, devient opérationnel. C'est par l'intermédiaire de Camille Teisseire, notable dauphinois avec lequel Chaper est en relation d'affaires que les Périer, propriétaires des fonderies de Chaillot, font sa connaissance. Chaper accepte en 1827 la direction des fonderies mais souhaite la présence d'un codirecteur pour continuer à se consacrer à son haut-fourneau. Entre-temps, Achille a épousé Henriette Teisseire, la fille de Camille Teisseire. Après la vente de ses installations industrielles à la suite de son entrée en politique, il restera tout de même membre du Conseil d'administration des forges d'Allevard et orientera la production des forges vers les chemins de fer,.

### Rôles politiques
Son ancien condisciple Jean-Jacques Baude devenu secrétaire d'État au ministère de l'Intérieur l'appelle à la préfecture du Tarn-et-Garonne. Le 1er septembre 1830, Chaper arrive à Montauban dans un département alors divisé confessionnellement entre protestants et catholiques et politiquement entre libéraux et légitimistes. À la préfecture, il s'efforce de restaurer la paix publique au lendemain de la chute du roi Charles X. Son intervention à la fois ferme et mesurée lors de la révolte de Moissac contre les contributions indirectes lui vaut les félicitations de Guizot.
Il est promu préfet du Gard où il est nommé le 17 novembre 1830. Dans ce département comptant nombre d'opposants légitimistes, et où l'opposition entre catholiques et protestants reste très vive, Chaper décide de renforcer sa collaboration avec l'Armée plutôt que la Garde Nationale. Le 22 novembre 1831, son oncle par alliance, Casimir Perier le nomme préfet de la Côte-d'Or où il restera en poste pendant neuf ans. La situation est moins agitée à Dijon qu'elle ne l'était à Montauban ou à Nîmes, ce qui lui permet de se consacrer à nouveau aux Sciences de l'Industrie. Il dresse par ailleurs la carte géologique de son département, s'intéresse aux cours d'eau, décide la construction de divers barrages. Le nom du préfet est gravé à Dijon sur la place Darcy. Il demande également la création d'un asile d'aliénés, installé dans la chartreuse de Champmol, rachetée en 1833 par le département. Le conseil général lui rend hommage à plusieurs occasions et loue l'« administrateur prudent, sage, impartial, instruit, la variété de ses connaissances, son zèle éprouvé, son activité rare, son amour du bien public, de l'ordre, de la liberté, de la paix qui donnent au département de la Côte-d'Or les plus grandes espérances d'une prospérité soutenue tant qu'il sera à la tête de son administration. »
Le 5 juin 1840, il quitte Dijon pour Nantes (Loire-Inférieure). Sous son mandat, le passage Pommeraye est construit et inauguré, la première pierre de la basilique Saint-Nicolas est posée. En revanche, le préfet échoue à sauvegarder la collégiale Notre-Dame dont il incitait la mairie à faire l'acquisition. Il est enfin promu le 24 juillet 1847 à la préfecture du Rhône, poste le plus important après la préfecture de Paris. Il se trouve à la préfecture de Lyon lorsqu'éclate la révolution de février 1848. Chaper doit faire face aux révolutionnaires qui descendent de la colline de la Croix-Rousse. Tandis qu'à Paris le roi fuit, il sera le dernier préfet de la monarchie de Juillet à quitter son poste, refusant de délaisser la préfecture avant d'avoir transféré le pouvoir aux nouvelles autorités représentées par Emmanuel Arago.
L'ancien préfet refuse de se rallier à la République, mais accepte de siéger à la Chambre des députés lorsqu'il est élu par les habitants de la Côte-d'Or le 13 mai 1849 avec 46.713 voix sur 92.695 votants. Fidèle aux Orléans, il vote avec la majorité monarchiste. En qualité de député, il s'oppose au coup d'État de Louis-Napoléon Bonaparte du 2 décembre 1851 : il se rend avec d'autres députés chez le comte Napoléon Daru, vice-président de l'Assemblée. Les députés souhaitent se réunir en Assemblée au palais Bourbon dont l'accès leur est défendu, ils sont arrachés de leur bancs sans ménagement. Les députés se réunissent alors à la mairie du Xe arrondissement, déchoient le président Bonaparte et demandent à la Haute Cour de le juger. Mais le peuple se mobilise peu à l'annonce du coup d'État et les députés dont beaucoup avaient désapprouvé la Deuxième République se trouvent désormais isolés pour la défendre. Le ministre de la Guerre nommé moins de deux mois auparavant en prévision du coup d'État, le maréchal Armand Jacques Leroy de Saint-Arnaud, somme d'arrêter les députés refusant de quitter les lieux. Chaper est ainsi fait prisonnier sur-le-champ avec 219 autres députés et incarcéré au Mont-Valérien. Il demeure un opposant au Second Empire et écrit à son fils Eugène Chaper : "l'une des conséquences les plus déplorables de l'acte du 2 décembre c'est qu'il a donné la loi, le droit, la sainte justice pour auxiliaires à ces misérables et que cette horde s'est trouvée le champion de l'honneur et du devoir."

### Retraite
Libéré après le coup d'État, Chaper retourne en Isère où il a construit sur un terrain hérité de Camille Teisseire le château de Poisat. Il mène une vie à l'écart de la politique, devient président de la Société de Statistique de l'Isère, des syndicats du Drac et de la Romanche, du comité de surveillance des forges d'Allevard. Il demeure pendant ces années un ami de la duchesse d'Orléans à qui il rend visite à Lausanne. Il fait partie durant l'été 1863 des souscripteurs de l'aide à la Pologne alors envahie par la Russie. De même, il est l'un des souscripteurs de la percée du canal de Suez.
Chaper meurt retiré à Poisat. Il était grand dignitaire de la Légion d'honneur dont il avait reçu le titre de commandeur le 30 avril 1843 par Louis-Philippe Ier.
Eugène Chaper, son fils, ingénieur, député de l'Isère, fut un éminent érudit qui réunit une importante bibliothèque relative au Dauphiné. Son fils Maurice Chaper présida la Société zoologique de France. Berthe Chaper, sa fille, épouse Paul Thibaud, procureur, avocat, conseiller général de l'Isère.
Une rue du centre-ville de Grenoble portera son nom avant d'être rebaptisée rue Raymond Bank, après la Seconde guerre mondiale par délibération du 26 mars 1945.

## Sources
- « Achille Chaper », dans Adolphe Robert et Gaston Cougny, Dictionnaire des parlementaires français, Edgar Bourloton, 1889-1891 [détail de l’édition]
- Victor Jacquemont, Letters to Achille Chaper, Revue d'histoire des sciences et de leur application, 1960, volume 13.
- Henry De Pazzis, Origines et descendance de la famille Périer, tome III, éditions régionales de l'Ouest, Mayenne, 1995.